# Лінхай
Лінхай (кит. спр. 凌海市, піньїнь: Línghăi Shì) — місто-повіт у центрі провінції Ляонін, складова міста Цзіньчжоу.

## Географія
Лінхай лежить на березі Бохайської затоки Жовтого моря.

### Клімат
Місто знаходиться у зоні, котра характеризується вологим континентальним кліматом зі спекотним літом. Найтепліший місяць — липень із середньою температурою 24.8 °C (76.6 °F). Найхолодніший місяць — січень, із середньою температурою -8.2 °С (17.2 °F).
| Клімат Лінхая           | Клімат Лінхая | Клімат Лінхая | Клімат Лінхая | Клімат Лінхая | Клімат Лінхая | Клімат Лінхая | Клімат Лінхая | Клімат Лінхая | Клімат Лінхая | Клімат Лінхая | Клімат Лінхая | Клімат Лінхая | Клімат Лінхая |
| Показник                | Січ.          | Лют.          | Бер.          | Квіт.         | Трав.         | Черв.         | Лип.          | Серп.         | Вер.          | Жовт.         | Лист.         | Груд.         | Рік           |
| Середня температура, °C | −8,2          | −5,3          | 2,1           | 10,4          | 17,6          | 22            | 24,8          | 24,2          | 18,9          | 11,4          | 2,3           | −5,3          | 9,6           |
| Норма опадів, мм        | 4.1           | 5.1           | 7.1           | 30.5          | 41.2          | 74            | 167.9         | 133.2         | 60.5          | 32.8          | 11.3          | 4.7           | 572.4         |
| Днів з опадами          | 2,1           | 2,2           | 2,7           | 5,3           | 7,6           | 10,8          | 13,5          | 11,1          | 7,1           | 6             | 3,5           | 1,8           | 73,7          |
| Вологість повітря, %    | 60.8          | 59            | 54.4          | 52.5          | 55.1          | 67.2          | 79.3          | 78.2          | 67.8          | 62.8          | 62.8          | 61.3          | 63.4          |
| ----------------------- | ------------- | ------------- | ------------- | ------------- | ------------- | ------------- | ------------- | ------------- | ------------- | ------------- | ------------- | ------------- | ------------- |
| Джерело: Weatherbase    |               |               |               |               |               |               |               |               |               |               |               |               |               |